# Chromebook
Chromebook (понякога стилизиран с малка буква като chromebook) е лаптоп или таблет, работещ с операционната система Chrome OS, базирана на Linux. Първоначално проектиран да разчита в голяма степен на уеб приложения за изпълняваните задачи, използвайки браузъра Google Chrome, Chromebook оттогава се е развил и вече може да изпълнява приложения за Android (от 2017 г.) и пълноценни приложения за Linux (от 2018 г.) съответно. Всички поддържани приложения могат да бъдат инсталирани и стартирани едновременно.
Chromebook може да работи в автономен (офлайн) режим; приложения като Gmail, Google Calendar, Google Keep и Google Drive синхронизират данните при повторно включване към интернет. Видеосъдържанието в Google Play е достъпно в автономен режим, ако се ползва приложението Google Play Movies & TV с браузъра Chrome.
Първите компютри Chromebook са доставени на 15 юни 2011 г. Различните от лаптоп типоразмери (форм-фактори) включват настолните компютри Chromebox, „всичко в едно“, наречен Chromebase, stick PC, наречен Chromebit, и таблети Chromebook.
През 2020 г. Chromebook за пръв път изпреварва по продажби Apple Mac, заемайки част от пазара от лаптопите, работещи с Microsoft Windows.

## История
Първите компютри Chromebook, разработени от Acer Inc. и Samsung, са обявени на конференцията Google I/O през май 2011 г., а започват да се доставят на 15 юни 2011 г. Lenovo, Hewlett Packard и самата Google излизат на пазара в началото на 2013 г. През декември 2013 г. Samsung пуска Samsung Chromebook специално за индийския пазар, в който се използва двуядреният процесор Exynos 5 на компанията.
През февруари 2013 г. Google обявява и започва да доставя Chromebook Pixel, устройство с по-високи характеристики и висока цена на дребно.
През януари 2015 г. Acer обявява първия Chromebook с голям екран – Acer Chromebook 15 с Full HD 15,6-инчов дисплей.
Към март 2018 хромбуците съставят 60% от компютрите, купувани за училищата в САЩ. През октомври 2012 г. наблюдателят Саймън Фипс в статия за InfoWorld казва: „Линията Chromebook вероятно е най-успешният настолен и портативен компютър с Linux, който някога сме виждали“.

## Критика
Защитниците на данни се оплакват, че потребителите на Chromebook не само губят контрол над данните си, но и над програмите. Ако дадено приложение бъде изтеглено и има изтичане на сигурност, всички потребители са незабавно засегнати. В допълнение, голямо количество потребителски данни се предават на Google. Това важи и за образователните устройства, продавани от Google по договор за услуга. По същия начин други операционни системи не могат да бъдат лесно инсталирани, тъй като процесът на зареждане на устройствата не може да бъде променен. Промяната на операционната система за инсталиране на Linux на Chromebook работи чрез настройките за разработчици на операционната система. Тук помага фактът, че Google Chrome OS е производна на Gentoo Linux.